# Liste der Naturdenkmale in Schwalmstadt
Die Liste der Naturdenkmale in Schwalmstadt nennt die im Gebiet der Stadt Schwalmstadt im Schwalm-Eder-Kreis in Hessen gelegenen Naturdenkmale.
| Bild            | Bezeichnung                           | Ortsteil, Lage                                             | Beschreibung                                  | Art              | Nr.     |
| --------------- | ------------------------------------- | ---------------------------------------------------------- | --------------------------------------------- | ---------------- | ------- |
| Fotos hochladen | 1 Linde                               | Allendorf an der Landsburg 50° 56′ 57,9″ N, 9° 12′ 53,3″ O | an der Kirchmauer                             | Linde            | 634.400 |
| BW              | 4 Gerichtslinden                      | Dittershausen 50° 56′ 35,5″ N, 9° 10′ 57,9″ O              | Gerichtslinde. Am Tiefsgraben                 | Linde            | 634.401 |
| BW              | Blockhaldenwald                       | Michelsberg 50° 57′ 41,9″ N, 9° 13′ 3,2″ O                 | auf der Landsburg                             | Flächenhaftes ND | 634.403 |
| BW              | 1 Eiche                               | Michelsberg 50° 57′ 52,7″ N, 9° 14′ 39,1″ O                | neben dem Sportplatz an der Straße „Am Walde“ | Eiche            | 634.404 |
| BW              | 1 Eiche                               | Treysa 50° 53′ 37,5″ N, 9° 11′ 0,3″ O                      | „Auf der Hort“                                | Eiche            | 634.410 |
| BW              | 1 Linde                               | Treysa 50° 53′ 35,2″ N, 9° 11′ 27,4″ O                     | an der Wasenberger Straße                     | Linde            | 634.411 |
| BW              | 4 Linden, Gerichtsbäume in Ziegenhain | Ziegenhain 50° 54′ 10,5″ N, 9° 13′ 41,1″ O                 | Gerichtsbäume                                 | Linde            | 634.413 |
| Fotos hochladen | 2 Eichen                              | Ziegenhain 50° 54′ 5,9″ N, 9° 14′ 35,4″ O                  | auf der Weide des Schafhofes                  | Eiche            | 634.414 |

## Belege
1. ↑  Anlage: Tabelle 3 - Naturdenkmale im Schwalm-Eder-Kreis. (PDF; 7,45 MB) der 2. Verordnung zur Änderung der Verordnung zum Schutze der Naturdenkmale im Schwalm-Eder-Kreis vom 28. 04. 1986, zuletzt geändert durch Verordnung vom 8. Mai 2007. Der Kreisausschuss des Schwalm-Eder-Kreises, 17. Dezember 2008, S. 30, abgerufen am 7. Februar 2017.

- Karte mit allen Koordinaten:
- OSM |
- WikiMap